# آنیخا سورندران
آنیخا سورندران که با نام بیبی آنیخا نیز شناخته می‌شود، یک هنرپیشه هندی است که به خاطر فعالیت‌هایش در صنایع فیلم مالایالام، تامیل و تلوگو شناخته می‌شود. او در فیلمهای Kadha Thudarunnu (2010)، اگر مرا می‌شناسی (۲۰۱۵) و Viswasam (2019) بازی کرد.
آنیخا در منجری، کرالا به دنیا آمد. اولین حضور آنیخا به عنوان یک هنرمند کودک در فیلم Kadha Thudarunnu در سال ۲۰۱۰ بود.

## فیلم‌شناسی

### فیلم‌ها
| سال  | عنوان                                  | نقش            | زبان      | یادداشت                                         |
| ---- | -------------------------------------- | -------------- | --------- | ----------------------------------------------- |
| ۲۰۰۷ | چوتا بمبئی                             | دختر واسکو     | مالایایی  | نقش بی‌اعتبار                                    |
| ۲۰۱۰ | Kadha Thudarunnu                       | لایا           | مالایایی  | اولین حضور مالایایی به عنوان یک هنرمند کودک     |
| ۲۰۱۰ | چهار دوست                              | فداکار         | مالایایی  |                                                 |
| ۲۰۱۱ | نژاد                                   | آچو            | مالایایی  |                                                 |
| ۲۰۱۲ | باووتیوده ناماتیل                      | دختر ستو       | مالایایی  |                                                 |
| ۲۰۱۳ | ۵ سونداریکال                           | ستو لاکشمی     | مالایایی  | فیلم گلچین؛ بخش: ستو لاکشمی                     |
| ۲۰۱۳ | Neelakasham Pachakadal Chuvanna Bhoomi | وفامول         | مالایایی  |                                                 |
| ۲۰۱۴ | نایانا                                 | نایانا         | مالایایی  |                                                 |
| ۲۰۱۴ | اونوم مینداته                          | کونچی          | مالایایی  |                                                 |
| ۲۰۱۵ | ینای آریندال                           | ایشا           | تامیل     | اولین فیلم تامیل                                |
| ۲۰۱۵ | باسکار راسکال                          | شیوانی         | مالایایی  |                                                 |
| ۲۰۱۵ | نانوم رودیدهان                         | کاظمبری جوانتر | تامیل     |                                                 |
| ۲۰۱۶ | میروتان                                | ویدیا          | تامیل     |                                                 |
| ۲۰۱۷ | پدر بزرگ                               | سارا دیوید     | مالایایی  |                                                 |
| ۲۰۱۸ | جانی جانی بله آپا                      | ناندانا        | مالایایی  |                                                 |
| ۲۰۱۹ | Viswasam                               | سوتا           | تامیل     |                                                 |
| ۲۰۲۲ | مامانیتان                              | کریستی         | تامیل     |                                                 |
| ۲۰۲۲ | روح                                    | آدیتی          | تلوگو     | اولین بازی تلوگو                                |
| ۲۰۲۳ | بوتا بوما                              | ساتیا          | تلوگو     | اولین بازیگر نقش اول زن در تلوگو. بازسازی کاپلا |
| ۲۰۲۳ | آه عزیزم                               | جنی            | مالایایی  | اولین بازیگر نقش اول زن در مالایالام            |
| ۲۰۲۳ | با محبت مال شما ودا                    | مالو           | مالایایی  | [ ۱۳ ]                                          |
| ۲۰۲۳ |                                        | تامیل          | پست تولید |                                                 |
| ۲۰۲۳ | نیلا                                   | تامیل          | پست تولید |                                                 |
| ریتو | مالایایی                               | [ ۱۷ ]         |           |                                                 |

### فیلمهای کوتاه
| سال  | عنوان        | نقش                     | زبان     | یادداشت                     |
| ---- | ------------ | ----------------------- | -------- | --------------------------- |
| ۲۰۱۲ | آمارانت      | بیمار سرطانی (بدون نام) | مالایایی | فیلم کوتاه در تلویزیون ثریا |
| ۲۰۱۷ | رنگ‌های زندگی | کنمانی                  | مالایایی |                             |
| ۲۰۱۸ | ما           | آمو                     | تامیل    | [ ۱۸ ]                      |

### نماهنگ
| سال  | ترانه              | زبان     | خواننده(ها)                                  |
| ---- | ------------------ | -------- | -------------------------------------------- |
| ۲۰۱۴ | آیاپا دینتاکا      | تامیل    | هارینی                                       |
| ۲۰۲۰ | ایروکای پوراتچی    | تامیل    | جی وی پراکاش                                 |
| ۲۰۲۱ | فلورئو             | مالایایی | مادو بالاکریشنان، آسالاتا نلسون، سریا جایدیپ |
| ۲۰۲۱ | En Kadhala         | تامیل    | سرینیشا جایاسیلان                            |
| ۲۰۲۱ | اورماتان اداناژییل | مالایایی | آنجو جوزف                                    |